# Crotalaria medicaginea
Crotalaria medicaginea är en ärtväxtart som beskrevs av Jean-Baptiste de Lamarck. Crotalaria medicaginea ingår i släktet sunnhampor, och familjen ärtväxter.

## Underarter
Arten delas in i följande underarter:
- C. m. herniarioides
- C. m. luxurians
- C. m. medicaginea
- C. m. neglecta

## Bildgalleri

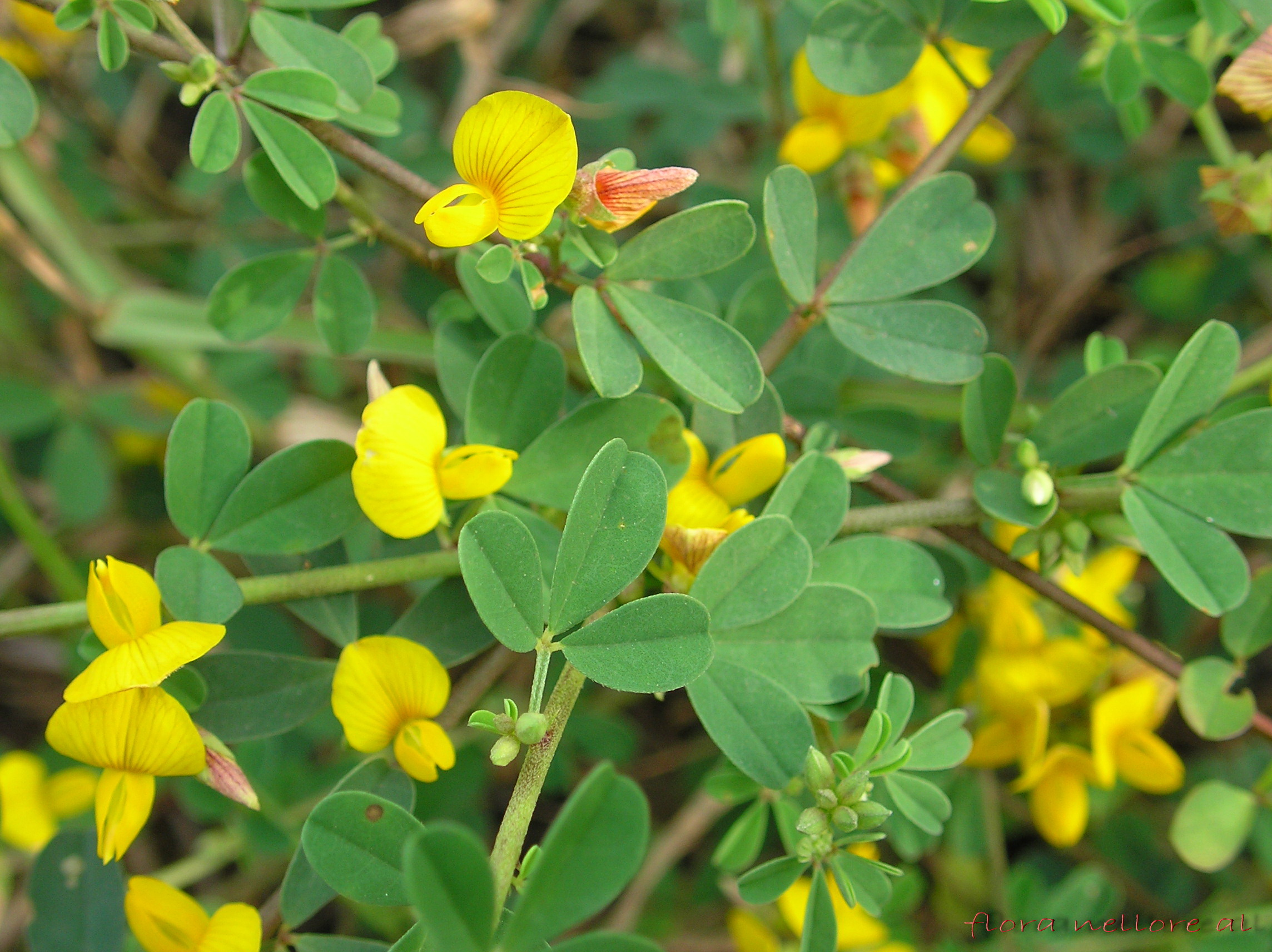